# 京都府立宮津天橋高等学校
京都府立宮津天橋高等学校（きょうとふりつ みやづてんきょうこうとうがっこう）は、京都府宮津市字滝馬および与謝郡与謝野町字三河内に所在する公立高等学校。

## 設置学科
宮津学舎
- 普通科
- 建築科

加悦谷学舎
- 普通科

## 沿革
丹後地域で進む少子化に伴い、2020年（令和2年）4月に京都府立宮津高等学校と京都府立加悦谷高等学校を統合して開校。統合後もそれぞれの高校が宮津学舎、加悦谷学舎として存置され、2つの学舎を有する。
- 2019年（平成31年）1月 - 京都府教育委員会が新校名案を発表[1]
- 2019年（令和元年）9月 - 設置[2]
- 2020年（令和2年）4月 - 開校[3]

## 交通アクセス
- 宮津学舎
  - 京都丹後鉄道宮津駅から徒歩15分
  - 丹海バス 宮津高校前 下車すぐ
  - 京都縦貫自動車道綾部宮津道路 宮津天橋立ICより北へ2km

- 加悦谷学舎
  - 京都丹後鉄道与謝野駅下車